# Apeadero de Évora-Monte
El Apeadero de Évora-Monte, originalmente conocido como Estación de Évora Monte, fue una estación ferroviaria de la Línea de Évora, que servía a la localidad de Évora Monte, en el Distrito de Évora, en Portugal.

## Historia
Esta plataforma se encuentra en el tramo entre Vimieiro y Estremoz, que abrió a la explotación el 22 de diciembre de 1873.
El 1 de enero de 1990, dejaron de ser prestados servicios de pasajeros entre Évora y Estremoz, habiendo permanecido los servicios de mercancías hasta el término de la explotación, en 2009; en 2011, este tramo fue oficialmente abandonado.